# Sigfrido Burmann
Sigfrido Burmann (Hannover, 11 novembre 1891 – Madrid, 22 luglio 1980) è stato uno scenografo e decoratore spagnolo.
Si trasferì in Spagna nel 1910 e studiò alla Real Academia de Bellas Artes de San Fernando. Collaborò come pittore e decoratore con Jacinto Benavente e Federico García Lorca su diverse opere teatrali, e fu inoltre lo scenografo della compagnia di Margarita Xirgu. Nella sua carriera ha lavorato con più di un centinaio di film, la maggior parte di cui spagnoli.

## Filmografia

### Cinema
- Il barbiere di Siviglia (El barbero de Sevilla), regia di Benito Perojo (1938)
- La leonessa di Castiglia (La leona de Castilla), regia di Juan de Orduña (1951)
- Missione Caracas (Mission espéciale à Caracas), regia di Raoul André (1965)